# 이상구 (1954년)
이상구(1954년 ~ )는 대한민국의 스포츠인으로 롯데 자이언츠의 단장과 NC 다이노스 초대 단장을 지냈다. 2012년 6월 29일 NC 다이노스 초대 부사장으로 부임했다.